# بيتر نوراه
بيتر نوراه (بالإنجليزية: Peter Nworah)‏ (15 ديسمبر 1990 بلاغوس في نيجيريا - ) هو لاعب كرة قدم نيجيري في مركز الهجوم. شارك مع منتخب نيجيريا تحت 17 سنة لكرة القدم ومنتخب نيجيريا تحت 20 سنة لكرة القدم. أما مع النوادي، فقد لعب مع أتليتيكو بالياريس ونادي سبارتاك ترنافا ونادي الجبلين نادي العين ونادي هجر ونادي المرخيةتاتران بريشوف ‏ وبارتيزان برديوف ‏ وMFK Zemplín Michalovce ‏ ونادي بودبريزوفا.

## روابط خارجية
- بيتر نوراه على موقع قاعدة بيانات كرة القدم.إي يو (الإنجليزية)
- بيتر نوراه على موقع Soccerway.com (الإنجليزية)
- بيتر نوراه على موقع عالم كرة القدم.نت (الإنجليزية)
- بيتر نوراه على موقع AS.com (الإسبانية)